# Les Breuleux
Les Breuleux és un municipi suís del cantó del Jura, situat al districte de Franches-Montagnes.